# Fantômas contra Scotland Yard
Fantomas contra Scotland Yard (titlul original: în franceză Fantomas contre Scotland Yard) este un film francez din 1967, regizat de André Hunebelle și în care comisarul Juve (interpretat de Louis de Funès) și jurnalistul Fandor (interpretat de Jean Marais) încearcă să-l prindă pe răufăcătorul Fantômas (interpretat tot de Marais). Trilogia Fantômas a fost răspunsul Franței, începând din 1964, la filmele cu James Bond, care deveniseră un fenomen care a cuprins lumea cam în aceeași perioadă. 
Acest film este ultimul din trilogia filmelor cu Fantômas, care a obținut un mare succes în Europa și în Uniunea Sovietică, dar și în Statele Unite ale Americii și Japonia unde există fani și în prezent. Acesta este o continuare a filmelor Fantomas (1964) și Fantomas în acțiune (1965). 

## Rezumat
În cel de-al treilea și ultimul episod al trilogiei, Fantômas a impus oamenilor bogați (nobili și gangsteri) un „impozit pe dreptul de a trăi”, amenințând să-i ucidă pe cei care nu îl vor plăti. Comisarul Juve, jurnalistul Fandor și logodnica sa Hélène sunt invitați în Scoția de către lordul Edward McRashley (interpretat de Jean-Roger Caussimon), una dintre victimele potențiale ale lui Fantômas. Ei sunt găzduiți în castelul bântuit al bogatului aristocrat, primind sarcina de a-l captura pe răufăcător. Juve, care ar trebui să-l protejeze pe castelan, este, ca de obicei, el-însuși o victimă a umorului macabru al lui Fantômas, care se folosește și abuzează de farsele sale extravagante și de râsul său cavernos.

## Distribuție
| Actor                | Rol(uri)                                                |
| -------------------- | ------------------------------------------------------- |
| Jean Marais          | jurnalistul Jérôme Fandor / Fantômas                    |
| Louis de Funès       | comisarul Paul Juve                                     |
| Mylène Demongeot     | Hélène Gurn, fotografa ziarului și logodnica lui Fandor |
| Jacques Dynam        | inspectorul Michel Bertrand                             |
| Robert Dalban        | redactorul ziarului Le Point du Jour                    |
| Jean-Roger Caussimon | Lordul Edward McRashley                                 |
| Françoise Christophe | Lady Dorothée McRashley                                 |
| Henri Serre          | André Berthier, secretarul lordului McRashley           |
| André Dumas          | Tom Smith                                               |
| Rita Renoir          | vedetă care coboară din avion                           |

## Despre film
- Filmul a fost turnat în Franța, la Castelul Roquetaillade, în Pădurea Fontainebleau și în Île-de-France, și în Scoția, la Inveraray (în apropiere de Glasgow). El a avut premiera în Franța la 16 martie 1967.
- În acest ultim film al trilogiei, Jean Marais avea mai mult de 50 de ani și a avut mari dificultăți în realizarea cascadoriilor sale. Claude Carliez, coordonatorul cascadoriilor și a scenelor de luptă din film, a spus: "El avea de urcatt pe un turn de 15 metri și i-am spus: -"Ascultă, Jean, dacă nu mai poți să te cațări, oprește-te!" și el, în cele din urmă, a continuat. A mers până la capătul celor 15 metri. Cu Jean se puteau face lucruri minunate."
- Numai secvențele de pe generic au fost filmate în Scoția, în apropiere de Glasgow. Spre deosebire de filmul anterior, Fantômas în acțiune, care a permis întregii echipe să viziteze Roma, niciun actor nu a părăsit teritoriul francez și filmarea a avut loc într-o Scoție falsă:
  - Castelul scoțian al lordului McRashley este în realitate Castelul Roquetaillade situat în Gironde. Interiorul castelului a fost reconstituit în studiourile din Boulogne. Și alte filme au profitat de această frumoasă fortificație (restaurată de Viollet-le-Duc), cum ar fi Pacte des loups.
  - Scenele de vânătoare cu ogari au fost filmate în Pădurea Fontainebleau (Seine-et-Marne).
- Max Douy, responsabilul cu decorurile, va deveni decoratorul unuia din filmele din seria James Bond, Moonraker.
- Michel Thomass, care-l interpretează pe maharajah, este de origine rusă. El vorbește în limba sa maternă și nu într-o limbă din India.